# Белая Вежа (Черниговское княжество)
Белая Вежа — древнерусский город в Черниговском княжестве. Как сообщает Никоновская летопись, Белая Вежа наряду с Всеволожем, Бохмачем, Уненежем и многими другими черниговскими городами была сожжена в 1147 году киевским князем Изяславом Мстиславичем и его братом Ростиславом Мстиславичем.
Беловежское городище упомянуто в Книге Большому чертежу. Согласно А. В. Кузе, оно расположено в верховьях Остра близ села Беловежи 2-е в Черниговской области. На территории могильника городища было обнаружено несколько языческих погребений, которые идентифицируются как захоронения одной из подгрупп черных клобуков — летописных «черниговских ковуев».